# Литвина, Жанна Николаевна
Жанна Николаевна Литвина (бел. Жанна Мікалаеўна Літвіна) (род. 30 августа 1954, Минск) – журналист, продюсер программ телевидения и радио, первый председатель Белорусской ассоциации журналистов.   

## Биография
Активистска за свободу слова родилась 30 августа 1954 года в Минске. Окончила факультет журналистики БГУ. После окончания института в 1976–1994 годах работала в структурах Государственного комитета Белорусской ССР по телевидению и радио (с 1991 по 1994 год – Государственный комитет Республики Беларусь по телевидению и радио), где прошла ступени от младшего редактора до главного редактора Главной редакции молодёжной радиостанции «Беларуская маладзёжная» до её расформирования в 1994 году, прежде чем была уволена. С 1994 года была генеральным директором «БМ Информ». В 1995 году она и её партнёры создали и управляли собственной независимой информационно-музыкальной станцией «Радио 101.2», которая была закрыта властями в 1996 году.
Её закрытие подтолкнуло Литвину покинуть страну, и она продолжила журналистскую деятельность из Польши, чтобы избежать преследования белорусскими властями. Работала корреспондентом, директором минского офиса радиостанции Радио «Свобода» с 1994 по 1999 год.
Литвина стала соучредителем и первым председателем Белорусской ассоциации журналистов, неправительственной организации, созданной в 1996 году для защиты прав журналистов, продвижения свободы слова, общественного доступа к информации и оказания юридической помощи журналистам, которые стали субъектом давления властей на Беларуси.
В 2004 году она заявила в Европейском парламенте во время своего выступления по случаю присуждения премии имени Сахарова Белорусской ассоциации журналистов: «Мы можем бороться против этого авторитарного режима, только нарушая государственную монополию на информацию, создавая систему открытого информационного пространства, в котором будет место для свободы высказываний и мнений, место для дискуссий и форумов».
Литвина ушла с поста главы Белорусской ассоциации журналистов 25 апреля 2015 года.

## Оценки
Авторы книги «Кто есть кто в Беларуси» описали её как «непоправимого альтруиста, готового жертвовать ради благородного дела».

## Личная жизнь
Состоит в браке. Православная и беспартийная.

## Награды
- В 2003 году получила «Золотое перо свободы[англ.]». Она была награждена за журналистику и «отважное сопротивление репрессиям против СМИ президента Александра Лукашенко».
- В 2004 году ей была присуждена премия имени Луиса Лайона[англ.] за совесть и честность в журналистике.
- В 2008 году она получила премию Фонда Эберта за права человека[нем.][1].

## Внешние ссылки
- Oslo Freedom Forum